# The Early Years - Revisited
The Early Years - Revisited è l'undicesimo album in studio degli Zebrahead. L'album è composto da tracce ri-registrate dei primi anni della band tra il 1998 e il 2003, che comprendono l'attuale cantante e chitarrista ritmico Matty Lewis e il chitarrista Dan Palmer, in contrapposizione agli ex membri della band Justin Mauriello e Greg Bergdorf, presenti sulle registrazioni originali.

## Tracce
1. Check – 2:25
2. Get Back – 3:30
3. Jagoff – 3:26
4. Someday – 3:01
5. Playmate of the Year – 2:59
6. Now or Never – 3:00
7. Wasted – 3:26
8. Rescue Me – 3:18
9. Into You – 3:07
10. Hello Tomorrow – 3:57
11. Falling Apart – 3:09
12. Devil on My Shoulder – 3:03

## Formazione
- Ali Tabatabaee – voce
- Matty Lewis – voce, chitarra ritmica
- Dan Palmer – chitarra
- Ben Osmundson – basso
- Ed Udhus – batteria